# Karl Weichselbaumer

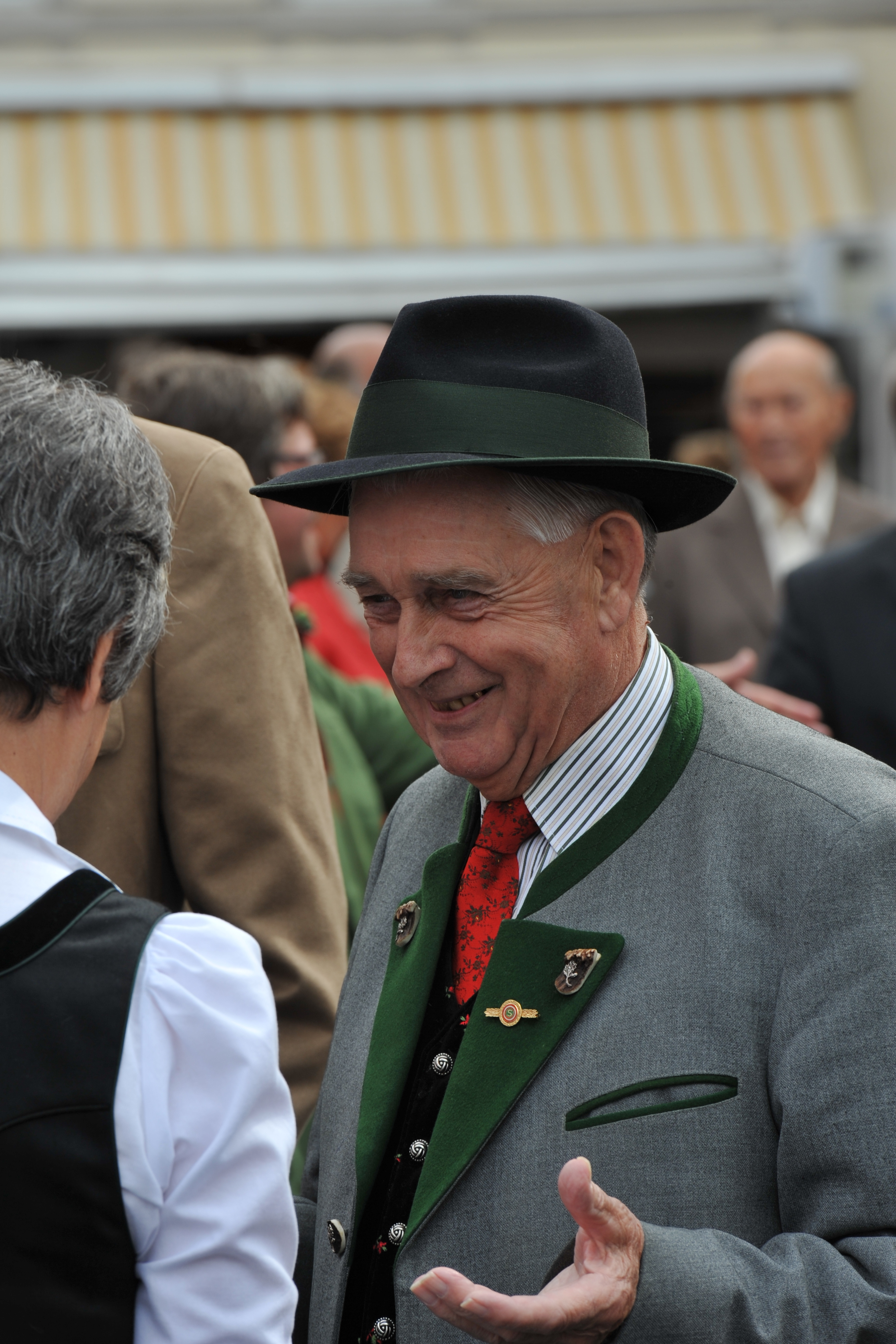
Karl Weichselbaumer 2012

Karl Weichselbaumer (* 26. März 1933 in Rechberg) ist ein österreichischer Politiker der ÖVP. Er war unter anderem von 1966 bis 1967 und von 1978 bis 1997 Abgeordneter zum oberösterreichischen Landtag sowie Gemeinderat (ab 1961) und später Bürgermeister der Gemeinde Rechberg von 1967 bis 1988.

## Leben
Karl Weichselbaumer hat sich 1960 verehelicht und ist Vater von vier Kindern. Ebenfalls 1960 übernahm er den elterlichen Bauernhof in Rechberg. Nach ihm wurde die 1983 auf dem 725 m hohen Plenkerberg in Rechberg errichtete Karl-Weichselbaumer-Aussichtswarte benannt.

## Weitere politische Funktionen
- Ausschussmitglied der Bezirksbauernkammer Perg (ab 1955)
- Obmannstellvertreter der Österreichischen Jugendbewegung (1959 bis 1967)
- Kammerrat, Mitglied der Vollversammlung der Landwirtschaftskammer für Oberösterreich (1967 bis 1973)
- Vizepräsident der Landwirtschaftskammer für Oberösterreich (1973 bis 1991)
- Vorstandsmitglied des Raiffeisenverbandes Oberösterreich (ab 1976)
- Obmann bzw. Obmannstellvertreter des Oberösterreichischen Kleinhäuslerbundes (ab 1977)
- Präsident des Oberösterreichischen Volksvereines (seit 1984)
- Mitglied des Präsidiums des Landesverbandes für Tourismus und des Landestourismusrates (1980 bis 1995)
- Obmann des Oberösterreichischen Seniorenbundes des Bezirks Perg (2001 bis 2009)
- Obmannstellvertreter des Oberösterreichischen Seniorenbundes (ab 2004)

## Auszeichnungen
- Goldenes Ehrenzeichen des Landes Oberösterreich (1998)
- Konsulent der OÖ Landesregierung (2001)
- Ehrenringträger und Ehrenbürger der Gemeinde Rechberg
- Benennung der Karl-Weichselbaumer-Aussichtswarte in Rechberg